# Humberto Crescimbeni
Humberto Crescimbeni (Callao; 9 de setiembre de 1918-18 de junio de 1990) fue un futbolista peruano que se desempeñó como defensa izquierdo en solo clubes de Perú.

## Trayectoria
Se inició en el club Sportivo White Star del Callao y de ahí pasó a las filas del Club Atlético Chalaco con solo 20 años de edad, destacándose en la zaga con jugadores de renombre como Reynaldo "perejil" Luna, René Rosasco, Miguel "cañón" Paredes, Carlos Torres Morales, Juan Lecca, Domingo Raffo entre otros. Fue elegido capitán del Club Atlético Chalaco por casi 10 años compartiendo la capitanía con su amigo Juan "peoncito de oro" Lecca.
Por su porte atlético y destacada agilidad para despejar de cabeza neutralizaba los ataques contrarios, además de su fuerza y rapidez. Fue elegido para ser parte de la defensa de la Selección de fútbol de Perú en el Campeonato Sudamericano 1941. Jugando al lado de "caricho" Guzmán, "lolin" Fernández, los hermanos Lecca, los hermanos Alcalde, el "chueco" Honores, Teodulo Legario entre otros. Y en los partidos históricos que jugó el Club Atlético Chalaco, como contra el São Paulo Futebol Clube de Brasil en el viejo estadio nacional en 1945, que como capitan del equipo intercambio banderines y presentes con el club brasileño.

Luego de casi 10 años de trayectoria Humberto sufrió un accidente en un viejo tranvía que iba del Callao a Lima dónde sufrió una ruptura de cadera y después de ser operado ya no volvió a ser el mismo, era el año 1947 cuando decide retirarse del fútbol que le había dado tantos logros y haber conocido a destacados jugadores como "lolo" Fernández a quien enfrentaba en duelos muy permanentes tanto en la Selección de fútbol de Perú, como en el campeonato nacional, cuentan que un día en un encuentro contra Universitario de Deportes, "lolo" era tan difícil de marcar, que Crescimbeni en un rechazo de cabeza logra impactar en la cabeza de lolo que lo sacó privado del encuentro, pero finalizado el partido, fue a pedirle disculpas al ariete crema.
Humberto Crescimbeni vivió en el barrio de Víctor Fajardo en Bellavista, dónde también entrenó al club Huáscar La Perla por los años '50s y '60s. Después de su jubilación como Resguardo de Aduanas del Aeropuerto Internacional Jorge Chávez y del Terminal Marítimo el Puerto del Callao fue a vivir sus últimos días en la cuadra 2 del Jirón Huáscar en La Perla Baja en el Distrito de La Perla Callao. Humberto Crescimbeni tuvo 7 hijos: Humberto "beto", Nelly, Ivonne, Mirtha, Jorge "coqui" y Raúl.

## Clubes
| Club                       | País | Año       |
| -------------------------- | ---- | --------- |
| Club Sportivo Jorge Chávez | Perú | 1934-1935 |
| Club Sportivo White Star   | Perú | 1936-1937 |
| Club Atlético Chalaco      | Perú | 1938-1946 |

## Selección nacional
Fue internacional con la Selección de fútbol del Perú durante el Campeonato Sudamericano 1941 en Chile

### Participaciones en Copa América
| Copa América                 | Sede  | Resultado |
| ---------------------------- | ----- | --------- |
| Campeonato Sudamericano 1941 | Chile | Cuarto    |